# Tomasz Mikołajczak
Tomasz Mikołajczak (ur. 11 grudnia 1987) w Kościanie – polski piłkarz, napastnik.

## Kariera klubowa

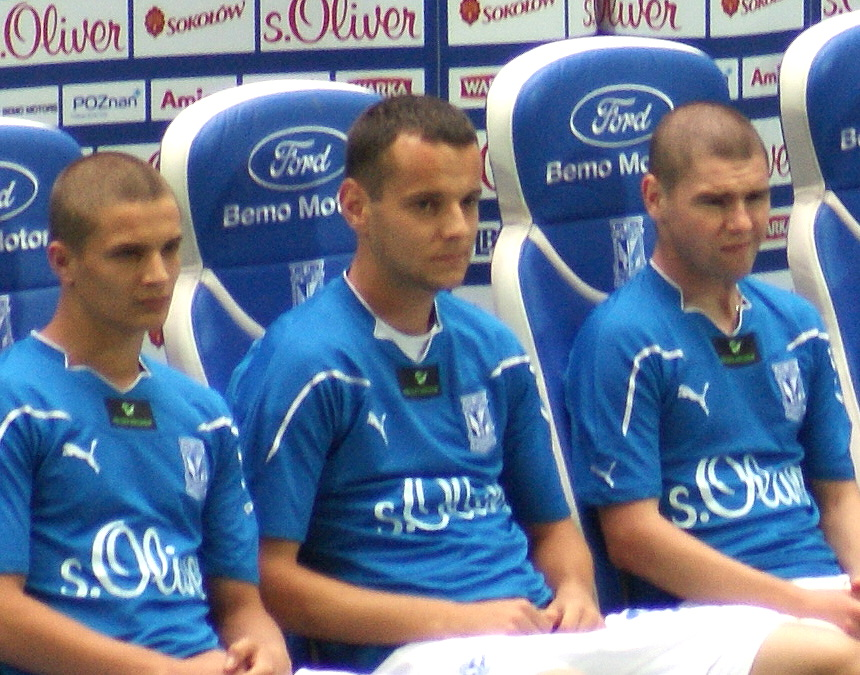
Napastnicy Lecha Poznań (od lewej): Bereszyński, Mikołajczak, Chrapek.

Tomasz Mikołajczak swoją karierę klubową rozpoczynał w juniorskich zespołach Obry Kościan. W tym samym klubie w 2004 roku rozpoczęła się jego kariera w dorosłej piłce. Młodym piłkarzem zaczęły interesować się inne kluby, wskutek czego Mikołajczak trafił do Nielby Wągrowiec. Tam jego kariera nabrała rozpędu i niedługo później wraz z drużyną awansował do III ligi polskiej (nowej II ligi). W sezonie 2007/2008 Tomek wraz ze swoim klubowym kolegą – Romanem Maciejakiem zajęli ex-aequo 3. pozycję w klasyfikacji strzelców II ligi. 5 grudnia 2009 roku doszło do podpisania umowy partnerskiej między wągrowieckim klubem a poznańskim Lechem. Poszerzyło to możliwości wypromowania się zawodnikom. Z takiej możliwości skorzystał właśnie Mikołajczak i latem 2009 roku trafił do zespołu z Poznania. Mikołajczak szybko dostał szansę debiutu w Ekstraklasie, bo już w 1. kolejce w meczu z Piastem Gliwice mógł pokazać się kibicom swojej nowej drużyny. Powoli wdzierał się do pierwszego składu, aż w końcu udało mu się tego dokonać w meczu 1/16 Pucharu Polski, grając ze Stalą Stalowa Wola. „Mikołaj” rozpoczął mecz w podstawowej jedenastce. 13 grudnia 2009 roku, w meczu 17. kolejki Ekstraklasy, na Stadionie we Wronkach, Mikołajczak zaliczył dwa pierwsze trafienia w najwyższej klasie rozgrywkowej w Polsce. Pierwsze w 77. minucie, kiedy to po dośrodkowaniu Sławomira Peszki wbił piłkę głową do siatki – drugie, po ograniu jednego z obrońców Korony, wpadł w pole karne i tzw. „podcinką” umieścił piłkę w siatce. 15 maja 2010 po wygranym meczu z Zagłębie Lubin, Tomek wraz z kolegami mógł się cieszyć ze zdobycie Mistrzostwa Polski. 20 sierpnia 2010 został wypożyczony do Polonii Bytom. Pierwotnie Mikołajczak miał zostać wypożyczony do końca sezonu 2010/2011, jednak z powodu odejścia Sławomira Peszko z poznańskiego Lecha i braku szans występu w Bytomiu, Tomek został z powrotem ściągnięty do stolicy Wielkopolski w dniu 3 stycznia 2011. Pierwszy występ po powrocie do Poznania Mikołajczak zaliczył 20 lutego 2011 roku przeciwko Polonii Warszawa na stadionie przy ul. Bułgarskiej, jednak premierowe trafienie zapisał na swoim koncie 2 tygodnie później podczas wyjazdowego meczu z gdyńską Arką ustalając rezultat spotkania na 0:3 w 89. minucie. W związku z tym, że Lech Poznań musiał dokonać cięć budżetowych poprzez niezakwalifikowanie się do Europa League, kontrakt z Tomaszem Mikołajczakiem został rozwiązany. W 2012 roku zagrał 5 meczów w II-ligowym klubie Nielba Wągrowiec. Od 2012 gra w klubie Chojniczanka Chojnice. 18 maja 2025 w meczu II ligi przeciwko KS Wieczysta Kraków zagrał ostatni mecz w barwach Chojniczanki, schodząc z boiska w 17 minucie meczu.

## Sukcesy

### Klub
- Lech Poznań
  - Mistrzostwo Polski: 2009/2010
  - Superpuchar Polski: 2009